# 토머스 에드워드 로런스
토머스 에드워드 로런스(Thomas Edward Lawrence(CB), 1888년 8월 16일~1935년 5월 19일)는 영국(웨일스)의 모험가 겸 탐험가·고고학자 등으로 활약을 한 동양언어학자·대학 교수·문필작가였으며, 지난날 대영제국(U.K.)의 군인 겸 외교관 출신이었다.
그는 아라비아의 로런스(Lawrence of Arabia)로도 잘 알려져 있다. 영국의 잉글랜드의 옥스퍼드 대학교에서 동양어학과 역사학을 복수 전공하고 학사 학위를, 동 대학원에서 고고학으로 석사 학위를 취득하였으며, 대영 박물관의 탐험대에 참가하여 아라비아 반도와 시리아(다마스쿠스 등지)를 조사하였다. 바로 이 때 아랍에 관해서 애정을 갖기 시작했다. 제1차 세계 대전 때는 대영제국의 육군의 정보 장교로 참전하였고, 헤자즈 왕국 아랍군의 내란을 지휘하면서 아랍 전쟁을 승리로 이끌었다. 이토록 그는 아라비아인들에게 헌신적으로 활약하여 아랍인들로부터 ‘아라비아의 로런스’라는 칭호를 받았다. 1차 대전 전후(戰後)에 그와 함께했던 동방의 이라크의 파이잘 왕자는, 이후에 이라크 왕국의 왕(파이잘 1세)으로 즉위하였다.
1935년 3월 14일 군에서 전역한 후의 그는 1935년 5월 19일, 수수몇수명의 친구를 초대하기 위해 전보를 치러 보빙턴 캠프에 가던 중 모터사이클(오토바이)에 치이는 교통 사고로 세상을 떠났다.
사후 1946년 8월 15일, 프랑스 중등교원 출신의 정치가 조르주 비도(당시 프랑스 임시정부 국가수반)와 프랑스 육군 예비역 장성 출신의 정치가 샤를 드골(당시 프랑스 임시정부 임시총리)에 의하여 프랑스 레지옹 도뇌르 슈발리에 훈장이 추서되었으며, 생전 1926년에 출간한 자전적 회고록 《지혜의 일곱 기둥(Seven Pillars of Wisdom)》은, 훗날 1935년 5월 19일 로런스가 교통사고로 세상을 떠난 사후 1946년 8월 16일, 회고록 출간 20주년·로런스 탄생 61주년 및 하세 11주기·제2차 세계 대전 종전 1주년 등을 기리는 취지 등으로써 윈스턴 처칠(Winston Leonard Spencer Churchill) 당시 전직 영국 총리·알렉산더 플레밍(Alexander Fleming) 당시 런던 의대 교수 등의 배려 섞인 추천 등을 받으며 재출간되었고, 결국 이를 원작 작품으로 하여금 1962년 12월 11일 영국 영화 《아라비아의 로렌스》라는 작품으로써 제작 및 개봉되기까지 하였다.

## 서훈
- 1917년 바스 훈장 3등급(CB)
- 1918년 대영 제국 훈장 2등급(KBE, 군(軍)부문, 작위급 훈장 - 수훈 거절)
- 1946년 프랑스 레지옹 도뇌르 슈발리에 훈장(사후 1946년 8월 15일, 추서)

## 작품
저서로는 두 회고록 《지혜의 일곱 기둥》(Seven Pillars of Wisdom)과 《사막의 반란》(Revolt in the Desert)이 있으며, 회고록 《지혜의 일곱 기둥》(Seven Pillars of Wisdom)을 영화화된 작품으로 《아라비아의 로렌스》가 있다.

## 같이 보기
- 하심가
- 이라크 왕국